# شکارچیان روح
شکارچیان روح (به انگلیسی: Ghostbusters) فیلمی کمدی ۱۰۰ دقیقه‌ای به کارگردانی ایوان رایتمن با بازی بیل مری و سیگورنی ویور محصول سال ۱۹۸۴ کشور ایالات متحده آمریکا است.